# Jean-Claude Killy
Jean-Claude Killy, francoski alpski smučar, * 30. avgust 1943, Saint-Cloud.
Killy je najuspešnejši alpski smučar v drugi polovici šestdesetih leti s trikratnim naslovom olimpijskega prvaka na Zimskih olimpijskih igrah 1968 v Grenoblu, šestimi naslovi svetovnega prvaka in zmago v skupnem seštevku svetovna pokala v sezonah 1967 in 1967. Skupno je v svetovnem pokalu osvojil 18 zmag in 24 uvrstitev na stopničke. 